# I'm Into You
"I'm Into You" je pjesma američke pjevačice Jennifer Lopez, na kojoj gostuje reper Lil Wayne, koja je izdata kao drugi singl s njenog sedmog studijskog albuma Love? (2011.) Ovu pop pjesmu su napisali Taio Cruz, Lil Wayne te norveški duo StarGate, koji su i producirali pjesmu. Pjesma je izdata u brojnim zemljama 1. travnja 2011. Glazbeni spot za pjesmu je izdat 2. svibnja 2011. Pjesma se pojavila na američkoj ljestvici singlova te je dostigla top 40 u Ujedinjenom Kraljestvu i Španjolskoj.

## O pjesmi
30. ožujka 2011. Lopez se pojavila na radio emisiji On Air With Ryan Seacrest. Tu je razgovarala o svom albumu Love?, te je predstavila 30-sekudni "preview" njenog novog singla "I'm Into You". Kasnije tog dana, demoverzija pjesme je procurila na internet. 1. travnja 2011. pjesma je izdata na iTunesu, pet dana prije nego što je planirano.

## Uspjeh pjesme
Pjesma je debitirala na listi singlova u Ujedinjenom Kraljestvu 14. svibnja 2011. na četrdesetoj poziciji, zbog velikog broja downloada. Mjesec dana kasnije, pjesma se plasirala na desetu poziciju, tako postajući njen petneasti singl na jednoj od 10 pozicija na listi. Krajem svibnja, pjesma debitira na sedamdeset-drugoj poziciji američke liste singlova, nakon izlaska glazbenog spota te samog albuma.

## Glazbeni video
2. travnja 2011. Lopez je utputovala u gradu Chichen Itza u Meksiku da snima glazbeni video. Lopez je postavila nekoliko slika sa snimanja spota na svoj profil na Twitteru. U spotu se pojavljuje glumac William Levy. U emisiji "Extra" Lopez je rekla: "Nazvala sam svoje rođake i pitala sam ih: 'Koje je trenutno najzgodniji momak na planeti?' i on su mi odgovorili 'Definitivno William Levy'. Rekla sam 'OK, onda će on biti u mom videou!". 21. travnja Lil Wayne je snimio svoje scene, iako se on nije ni pojavio u videu. 2. svibnja 2011. video je premijerno prikazan u emisiji "The Today Show"

## Popis pjesama
- Digitalni download (US & Canada)[8][9]

1. "I'm Into You" (featuring Lil Wayne) – 3:20

- Digital download (internationalni marketi)

1. "I'm Into You" (featuring Lil Wayne) – 3:54

- EP s remixima[10]

1. "I'm Into You" featuring Lil Wayne (Dave Audé Radio) – 3:54
2. "I'm Into You" featuring Lil Wayne (Low Sunday I'm Into You Radio) – 4:07
3. "I'm Into You" featuring Lil Wayne (Gregor Salto Hype Radio) – 3:20
4. "I'm Into You" featuring Lil Wayne (Dave Audé Club) – 7:01
5. "I'm Into You" featuring Lil Wayne (Low Sunday I'm Into You Club) – 6:25
6. "I'm Into You" featuring Lil Wayne (Gregor Salto Hype Club) – 5:10
7. "I'm Into You" featuring Lil Wayne (Dave Audé Dub) – 7:08
8. "I'm Into You" featuring Lil Wayne (Low Sunday I'm Into You Dub) – 6:25
9. "I'm Into You" featuring Lil Wayne (Gregor Salto Hype Dub) – 5:12

## Povijest izdanja
| Zemlja     | Datum            | Format             | Izdavacka kuca  |
| ---------- | ---------------- | ------------------ | --------------- |
| Australija | 1. travnja 2011. | Digitalni download | Universal Music |
| Kanada     | 1. travnja 2011. | Digitalni download | Universal Music |
| Francuska  | 1. travnja 2011. | Digitalni download | Universal Music |
| Portugal   | 1. travnja 2011. | Digitalni download | Universal Music |